# Єлизавета Шарлотта Бурбон-Орлеанська
Єлизавета Шарлотта де Бурбон-Орлеан (фр. Élisabeth Charlotte d'Orléans; 13 вересня 1676, Сен-Клу, Франція — 23 грудня 1744, Коммерсі, Франція) — французька принцеса з Орлеанської гілки Бурбонів, в шлюбі герцогиня Лотарингії і з 1736 року — княгиня де Коммерсі. Правила як регентка при малолітньому синові після смерті чоловіка.

## Біографія
Єлизавета Шарлотта була єдиною дочкою герцога Орлеанського Філіпа I і його другої дружини, принцеси Пфальцької Лізелотти, доньки курфюрста Пфальца Карла I Людвіга.
13 жовтня 1698 року вона у Фонтенбло вступила в шлюб з герцогом Лотарингії Леопольдом I Йосипом, сином герцога Карла V і його дружини, ерцгерцогині Елеонори (1653-1697), доньки імператора Священної Римської імперії Фердинанда III.
У цьому шлюбі Єлизавета Шарлотта народила 13 дітей, більшість з яких померли, захворівши віспою. Повноліття досягли лише четверо:
- Франц I (1708-1765), імператор Священної Римської імперії.
- Єлизавета Терезія (1711—1741), королева Сардинії з 1737 року в шлюбі з королем Сардинії і П'ємонту Карлом-Еммануїлом III.
- Карл Олександр (1712-1780), герцог Лотарингії.
- Анна Шарлотта (1714-1773), ігуменя Ремірмон і Сент-Водрю (Колегіальної церкви Св. Вальдетруди) в Монсі, коад'ютор аббатств Ессен і Торн.

Спочатку шлюбні стосунки складалися вдало, проте роки і численні пологи змінили зовнішність Єлизавети Шарлотти, і чоловік почав зраджувати з придворними метресами, зокрема, його коханкою стала мадам де Бово-Краон. Під час однієї з поїздок подружжя до королівського двору в Париж, при якому Леопольд і Єлизавета отримали від монарха титул «королівські високості», герцогиня була вражена вільною вдачею і відвертою розпустою, що панували у придворному середовищі. 
Після смерті чоловіка в 1729 році вона змушена була неодноразово за дуже складних політичних обставин як регентка при своїх малолітніх синах брати владу над Лотарингією у свої руки. У 1736 році її двоюрідний брат, король Франції Людовик XV подарував Єлизаветі Шарлотті в суверенне володіння князівство Коммерсі.
Так як Єлизавета Шарлотта Бурбон-Орлеанська була матір'ю імператора Священної Римської імперії Франца I, всі наступні покоління династії Габсбургів-Лотаринзьких — аж до наших днів — є її нащадками, в тому числі і королева Франції Марія-Антуанетта і французька імператриця Марія-Луїза.